# Кочо Цонков
Кочо Христов Цонков, известен като Чонков, Чонка, Дядо Кочо Цонката, Зелениченски или Флоринали, е български революционер, войвода на Вътрешна македоно-одринска революционна организация в Леринско.

## Биография
Кочо Цонката е роден в 1866 година в леринското село Зелениче, тогава в Османската империя, днес Склитро, Гърция. Дълги години води чета, действаща в родното му Леринско. През 1901 година е арестуван по време на Солунската афера, осъден е на смърт на 14 март, но присъдата му е заменена с доживотна и е изпратен на заточение. Амнистиран е в началото на 1903 година и по време на Илинденско-Преображенското въстание е центрови войвода в Леринско. В неговия район въстават 250 души от селата Търсие, Арменско, Горно Неволяни, Неред, Лаген и Крапешино. След погрома на въстанието бяга в България.
| Чета на Кочо Цонков, 5 февруари 1905 година | Чета на Кочо Цонков, 5 февруари 1905 година | Чета на Кочо Цонков, 5 февруари 1905 година | Чета на Кочо Цонков, 5 февруари 1905 година | Чета на Кочо Цонков, 5 февруари 1905 година |
| Номер                                       | Име                                         | Селище                                      | Околия                                      | Забележка                                   |
| ------------------------------------------- | ------------------------------------------- | ------------------------------------------- | ------------------------------------------- | ------------------------------------------- |
| 1.                                          | Кочо Хр. Лерински                           | Зелениче                                    | Леринска                                    |                                             |
| 2.                                          | Михаил Д. Рударчев                          | Злетово                                     | Кратовска                                   |                                             |
| 3.                                          | Стоян Д. Кацарски                           | Кюстендил                                   | Кюстендилска                                |                                             |
| 4.                                          | Иван Атанасов                               | Смърдеш                                     | Костурска                                   |                                             |
| 5.                                          | Михаил Петков                               | Пирдоп                                      | Пирдопска                                   |                                             |
| 6.                                          | Андон Андреев                               | Връбник                                     | Костурска                                   |                                             |
| 7.                                          | Кръсто Нешков                               | Крушево                                     | Битолска                                    |                                             |
| 8.                                          | Кръсто Янков                                | Тетово                                      | Тетовска                                    |                                             |
| 9.                                          | Иван Михайлов                               | Ресен                                       | Ресенска                                    |                                             |
| 10.                                         | Христо Марков                               | Битоля                                      | Битолска                                    |                                             |
| 11.                                         | Кръсто Димитров                             | Сорович                                     | Леринска                                    |                                             |
| 12.                                         | Илия Велев                                  | Дебър                                       | Дебърска                                    |                                             |
| 13.                                         | Кръсто Жогов                                | Тръново                                     | Битолска                                    |                                             |
| 14.                                         | Стоян Младенов                              | Старо Нагоричани                            | Кумановска                                  |                                             |
| 15.                                         | Стефан х. Иванов                            | Карлово                                     | Карловска                                   |                                             |

Връща се с чета в Леринско на мястото на Никола Мокренски през пролетта на 1905 година и води сражения и с четите на появилата се Гръцка въоръжена пропаганда в Македония. Убит е в колиба над село Търсие през декември 1906 година.